# IB3 Ràdio
IB3 Ràdio, es una emisora pública perteneciente al Ente Público de Radiotelevisión de las Islas Baleares, dedicada al producción y emisión de radio. Fue creada mediante la ley 7/85 del 22 de mayo de 1985, el 26 de marzo de 2004. Su sede principal se encuentra en Palma de Mallorca, aunque cuenta con delegaciones en Menorca y las pitiusas.
El 23 de septiembre de 2022 nace IB3 Ràdio 2, la primera emisora digital del Ente Público, que reemite la programación de IB3 Ràdio en FM, salvo cuando se emiten eventos deportivos, cuando la segunda emisora emite la programación habitual de IB3 Ràdio.

## Frecuencias
Ibiza
- Sant Llorenç de Balàfia: 93.7 FM
- San José: 102.3 FM

Mallorca
- Alcudia: 89.2 FM
- Andrach: 89.2 FM
- Buñola: 106.8 FM
- Calviá: 92.7 FM
- Capdepera: 96.4 FM
- Pollensa: 101.1 FM
- Sóller: 89.2 FM

Menorca
- Ciudadela: 100.9 FM
- Mahón 88.6 FM

## Programación
Destaca la programación de proximidad así como los boletines horarios y los informativos, matinales, mediodía y noche